# Туркестановы
Туркестановы (Туркестанишвили, груз. თურქესტანიშვილი) — старинный грузинский княжеский род.
Старинная грузинская фамилия, известна ещё в XVI веке, под названием Туркестани-Швили.

## Происхождение и история рода
При Петре I князь Прангистан, казначей царя Вахтанга, с сыном Борисом выехали в Россию в свите грузинского царя Вахтанга и от него пошли князья Туркестановы.
Князь Борис Туркестанов (Баадур Туркестанишвили), жена Нина Егоровна Мачевариянова, во время персидского похода (1722) был доверенным лицом царевича Вахтанга на переговорах с Петром I, подполковник русской службы, умер († 1735). Из его сыновей князь Егор Борисович (умер 1795) был генерал-майором, членом военной коллегии и генерал-контролером. Внучка княжна Туркестанова, Варвара Ильинична (1775—1819) была фрейлиной императрицы Елизаветы Алексеевны. Князь Николай Николаевич Туркестанов (г/р 1826 ) и составил «Тысячелетний Календарь» и «Губернский Служебник».

## Описание герба
Щит пересечён. Внизу всадник в плаще поражает копьём дракона, вверху горизонтально изогнутый меч, остриём вправо.
Нашлемник — княжеская корона, щит положен на княжескую мантию.

## Известные представители
- Князь Туркестанов Михаил Борисович — бригадир, кавалер Святого Георгия 4-й степени († 1791).
- Князь Туркестанов Фёдор Васильевич — в службе (с 1769), секунд-майор (1781), городничий в Свияжске (1789).
- Митрополит Трифон (Туркестанов) (в миру — Борис Петрович Туркестанов; 29 ноября 1861(1861) — 14 июля 1934 Москва) — епископ Православной Российской Церкви; с 1931 года митрополит. Никогда не был правящим епархиальным архиереем.